# 덴진미나미역
덴진미나미역(일본어: 天神南駅, てんじんみなみえき)은 일본 후쿠오카현 후쿠오카시 주오구 와타나베도리 5초메에 소재하는 후쿠오카 시 교통국 지하철 나나쿠마 선의 역이다. 역 번호는 N16. 2023년 3월 26일까지는 나나쿠마 선의 시·종착역 기능을 하였으나, 2023년 3월 27일에 하카타역까지 연장되면서 중간역이 되었다.
역의 심벌 마크는 공항선과 하코자키 선의 상징 마크를 디자인한 니시지마 이사오가 2001년에 사망하기 그 이전에 그려졌던 원안을 바탕으로 그의 아들 니시지마 마사유키가 그래픽을 똑같이 완성시켰다. 모티브는 도랸세에서 노는 아이들이다.

## 이용 가능 철도 노선
다음 노선의 역과도 환승이 가능하다.
- 후쿠오카 시 교통국
  - 공항선 - 덴진 역
- 니시닛폰 철도
  - 덴진오무타 선 - 니시테쓰 후쿠오카(덴진) 역

공항선과 하코자키 선에서는 개찰 밖으로 나와서, 덴진 지하상가를 통해 덴진 역과 환승이 된다. 단, 이 역에서 다른 한쪽 역의 개찰구를 나와 120분 이내에 덴진 역의 개찰 내에 입장하는 경우 환승이 인정되나, 덴진 역과 본역을 동일역 취급으로 하는 영업킬로를 통산한 운임으로 승차할 수 있다.

## 역 구조
섬식 승강장 1면 2선의 승강장을 갖는 지하역이다. 와타나베도리 4초메 동쪽의 국도 제202호선 하부에 위치하고 대합실의 서쪽 끝에는 덴진 지하상가와 연결되어 있다. 하시모토역과 달리 이 역행 열차는 도착 플랫폼에서 회송되지 않고 역의 동쪽 입환선으로 회송되어 모든 열차는 2번 승강장에서 발차한다.
출입구는 총 6곳 있다.

### 승강장
| 1 | ■나나쿠마 선 | 하카타 방면                          |
| 2 | ■나나쿠마 선 | 롯폰마쓰・후쿠다이 앞・하시모토 방면 |

## 이용 상황
2014년도의 1일 평균 승차 인원은 21,975명이다.
나나쿠마 선의 역에서는 1위로 후쿠오카 시 교통국 전체에서는 덴진 역, 하카타역, 후쿠오카 공항역, 니시진 역에 이어 5위이다.
개업 이후 하루 평균 승차 인원의 추이는 아래 표와 같다.
| 연도   | 1일 평균 승차 인원 |
| ------ | ------------------ |
| 2004년 | 16,110             |
| 2005년 | 13,481             |
| 2006년 | 15,495             |
| 2007년 | 16,698             |
| 2008년 | 17,527             |
| 2009년 | 18,233             |
| 2010년 | 18,846             |
| 2011년 | 19,503             |
| 2012년 | 19,968             |
| 2013년 | 21,076             |
| 2014년 | 21,975             |

## 역 주변
이 역은 덴진 지구의 남단부에 위치하여 역사는 국도 제202호선의 하부에 있다. 역 바로 서쪽에 있는 와타나베도리 4초메 사거리에서 국도 제202호선과 와타나베도리가 서로 교차한다.
- 후쿠오카 시청
- 덴진 중앙공원

## 역사
- 2005년 2월 3일: 영업 개시.

## 인접역
| 후쿠오카 시 교통국 지하철 나나쿠마 선 | 후쿠오카 시 교통국 지하철 나나쿠마 선 | 후쿠오카 시 교통국 지하철 나나쿠마 선 |
| ------------------------------------- | ------------------------------------- | ------------------------------------- |
| N15 와타나베도리 하시모토 방면        | ■ 지하철 나나쿠마 선                  | 쿠시다진자마에 N17 하카타 방면        |